# Dennis Haskins
Dennis Haskins, född 18 november 1950 i Chattanooga, Tennessee är en amerikansk skådespelare. Han är mest känd för att ha spelat rektorn Richard Belding i Pang i plugget.